# وریتسن
شهر وریتسن (به آلمانی: Wriezen) در ایالت برندنبورگ در کشور آلمان واقع شده‌است.

## نگارخانه

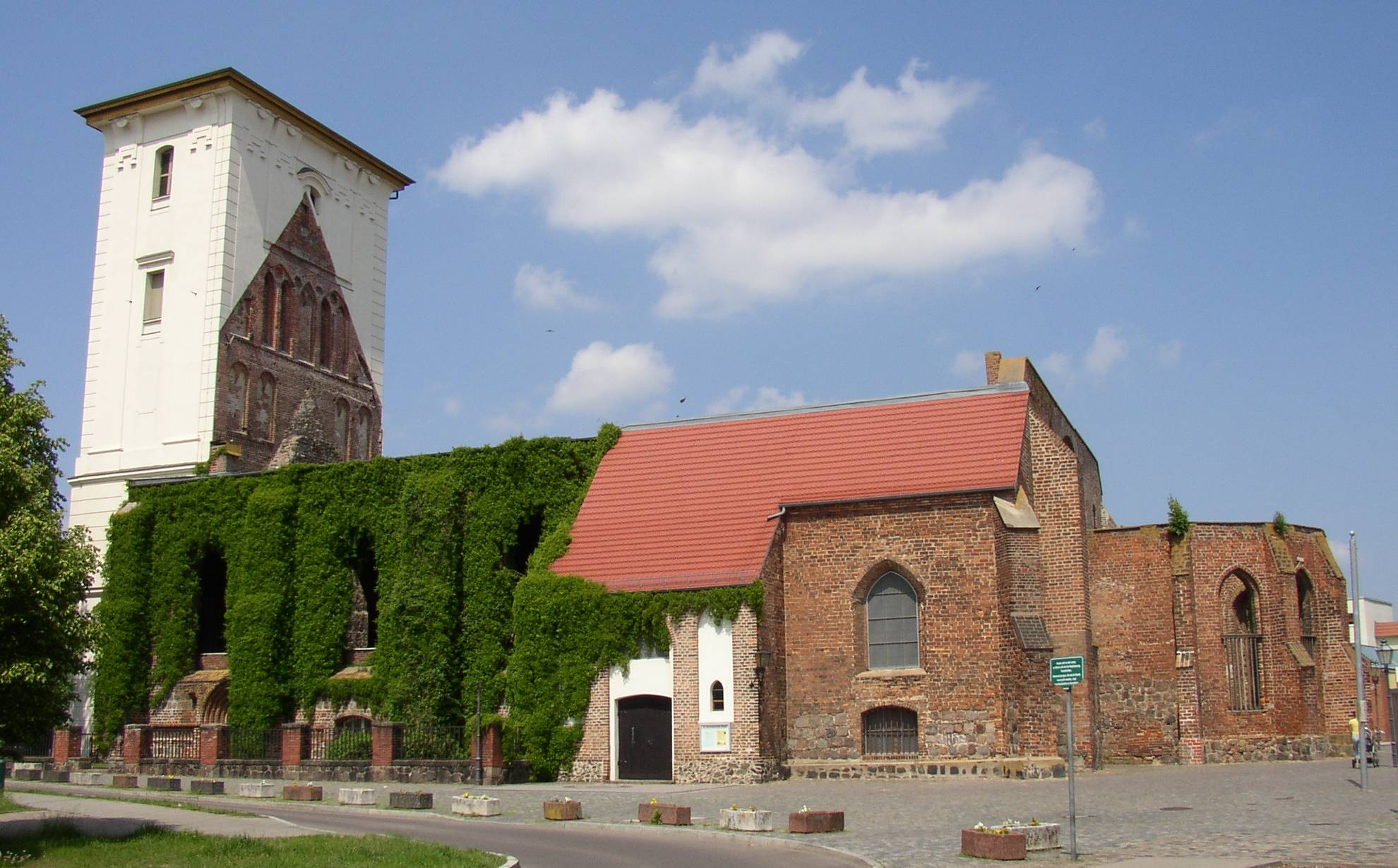
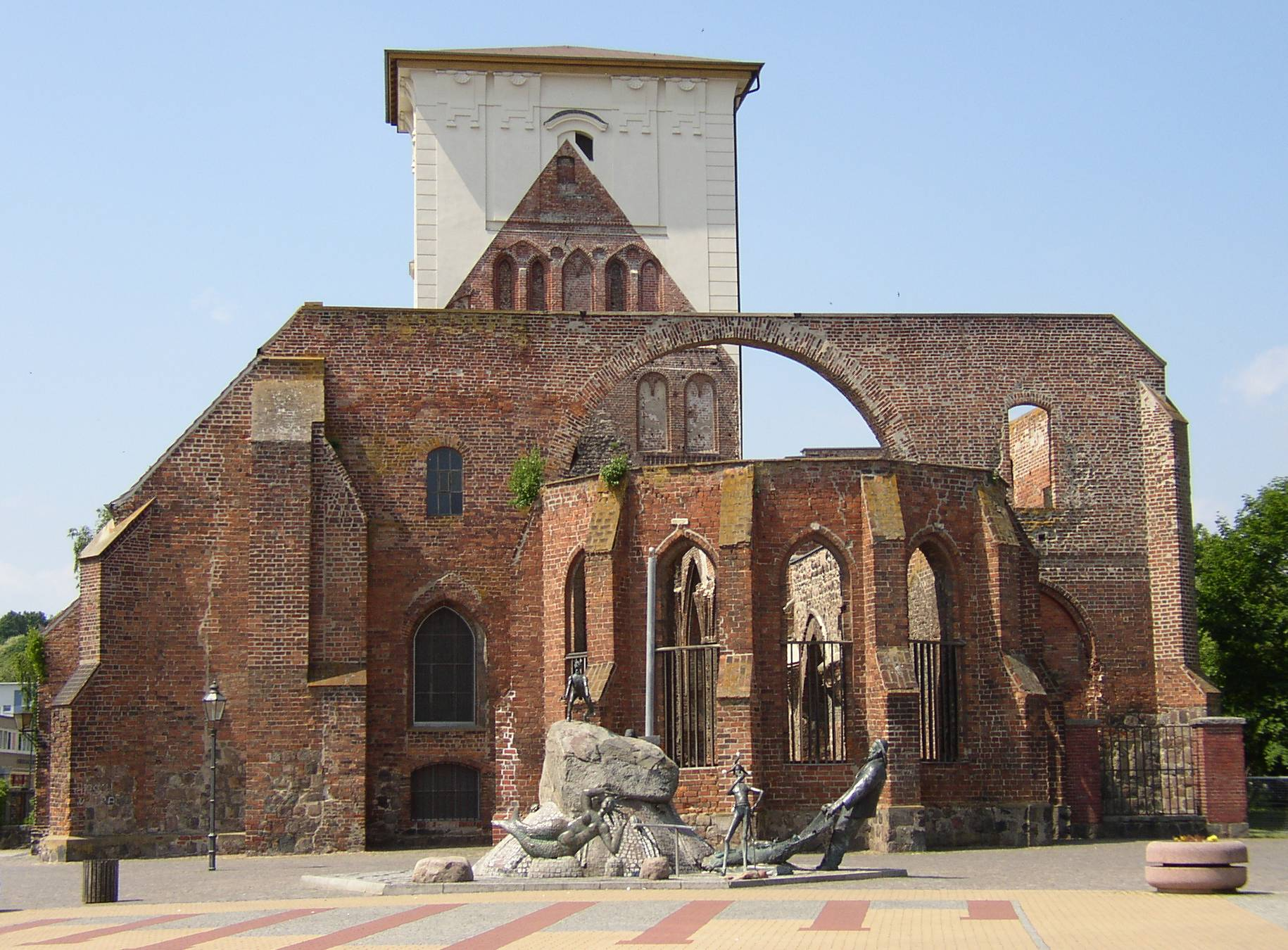